# Theta Aquarii
Theta Aquarii (θ Aqr / θ Aquarii) é uma estrela na constelação de Aquarius. Ela também é chamada tradicionalmente por Ancha.
Ancha possui um tipo espectral G8 e magnitude aparente de +4,17. Ancha está localizada a 191 anos-luz da Terra. Por está próxima à eclíptica ela pode ser ocultada pela Lua e pelos outros planetas.